# نشاط خارق 4 (فلم)
نشاط خارق 4 (بالإنجليزية: Paranormal Activity 4) فيلم أمريكي تم إنتاجه سنة 2012.

## طاقم التمثيل
- كاثرين نيوتن
- كاتي فيذرستون

## وصلات خارجية
- الموقع الرسمي
- مقالات تستعمل روابط فنية بلا صلة مع ويكي بيانات